# 천공의 벌
천공의 벌(天空の蜂)은 히가시노 게이고의 작품이다. 이 작품은 1995년에 일본에서 출판되었는데, 원전에 대한 경고, 침묵하는 군중을 문제 삼는 내용을 담고 있다. 이후 2011년 동일본 대지진이 일어나면서 이 소설이 재조명 받았다. 한국에서는 2016년 도서출판 재인에서 출간되었다. 